# Das Wunder von Wien: Wir sind Europameister
Das Wunder von Wien: Wir sind Europameister ist eine Mockumentary aus dem Jahr 2008. Diese war im Rahmen der Fußball-Europameisterschaft 2008 auf dem Sender ORF 1 zu sehen.

## Handlung
Die Handlung des Films beginnt vier Wochen nach dem Halbfinale der Fußball-Europameisterschaft in Österreich und der Schweiz. Der Film erinnert den Zuschauer zurück an die entscheidenden Spiele, die Österreich zum Europameister gemacht haben sollen. Er fängt die Emotionen Österreichs nach dem damaligen Spiel ein. Es werden Interviews vom Zeitpunkt kurz nach dem Finale mit bekannten österreichischen Persönlichkeiten gezeigt. Unter anderem wurden auch Fernsehanalysen und fiktive Spieler, wie der Stürmer Peter Hruska, angeblich Spieler des FC Bayern München, eingebaut.

### Europameisterschaft
Der Gruppenaufstieg von Österreich ist bereits nach zwei knappen Siegen in der Gruppenphase gegen Polen und Kroatien fixiert. Vor dem letzten Spiel der Vorrunde ist die Lage ähnlich der vor dem Nichtangriffspakt von Gijón, und auch das Spiel Österreich-Deutschland folgt diesem Vorbild.
Darauf folgt ein Viertelfinalspiel gegen die Schweiz, das nach einer harten Partie ebenfalls gewonnen wird. Im Halbfinale trifft Österreich auf Erzrivalen Deutschland, wo die Mannschaft bis zum Ende zittern muss, aber schließlich durch eine umstrittene Schiedsrichterentscheidung den Sieg nach Hause holen kann. Das löst Empörung im Nachbarland aus, Günter Netzer zum Beispiel bezeichnet es als „zweites Córdoba“ und befürchtet, dass es Deutschland „sehr lange nachhängen wird“. Im Abschlussspiel gewinnt die österreichische Fußballnationalmannschaft letztlich – getragen von der Euphorie der Fans – gegen das Nationalteam der Niederlande die Fußball-Europameisterschaft 2008.

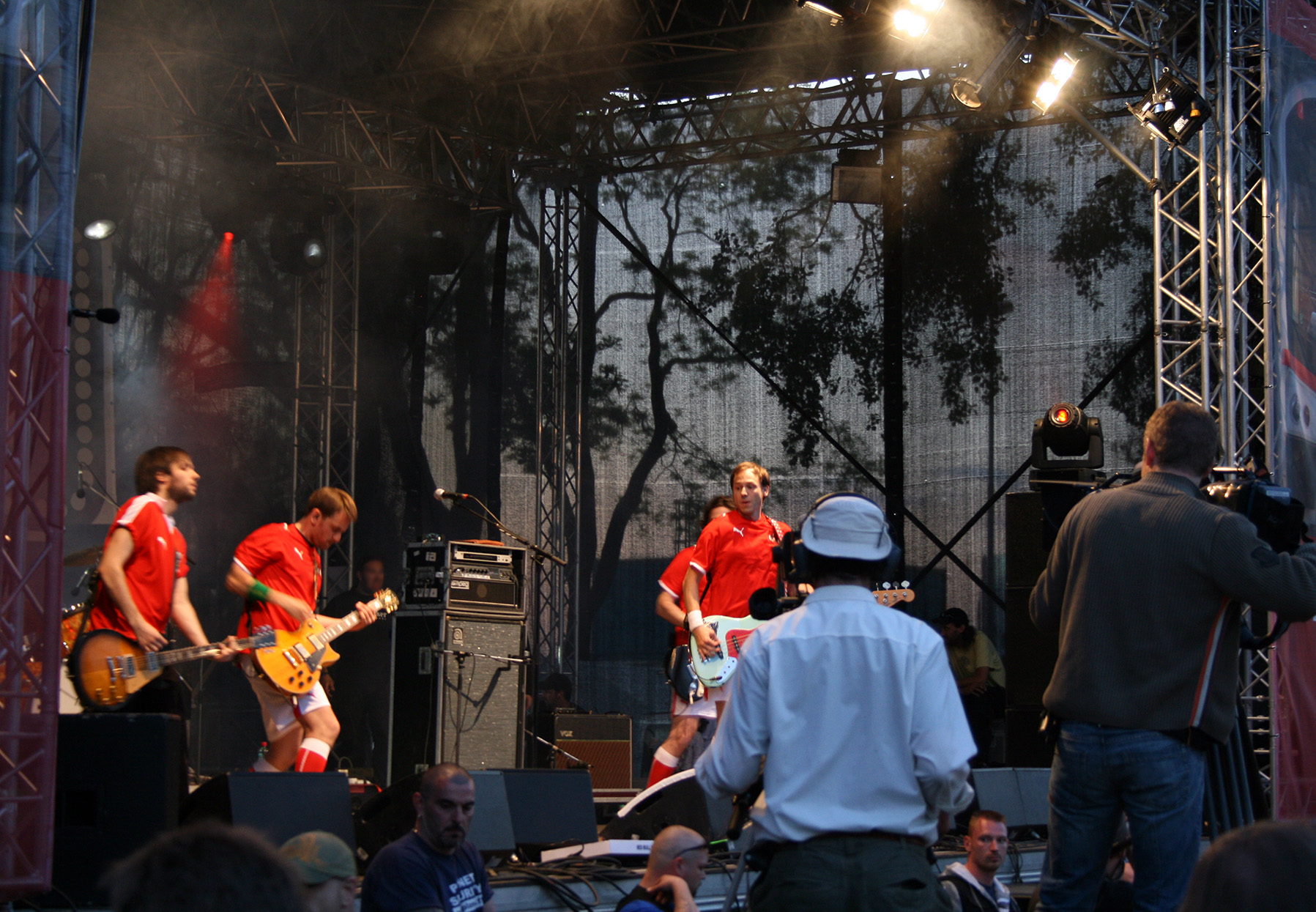
Die Zugabe eines Konzerts der Band Heinz aus Wien im Mai 2008 wurde für Das Wunder von Wien als fiktive Siegesfeier mitgefilmt.

## Produktion
Der ORF gab den Film in Auftrag, Regie führte der Satiriker David Schalko (Dorfers Donnerstalk, Die 4 da), das Drehbuch schrieb Fred Schreiber (Willkommen Österreich, Sendung ohne Namen). Im Film sind teilweise reale Szenen eingebaut, andere, wie zum Beispiel Interviews, wurden nachgedreht. Mitwirkende Darsteller waren unter anderem Josef Hickersberger, Friedrich Stickler, Josef Pröll sowie Sportanalytiker und Spieler des österreichischen Nationalteams.
Den Soundtrack zum Film lieferte die Band Heinz aus Wien mit dem Song Das Wunder von Wien.
Ausstrahlungstermin des Films war am 6. Juni, einen Tag vor dem Eröffnungsspiel der Europameisterschaft.